# Bilderbergconferentie 1987

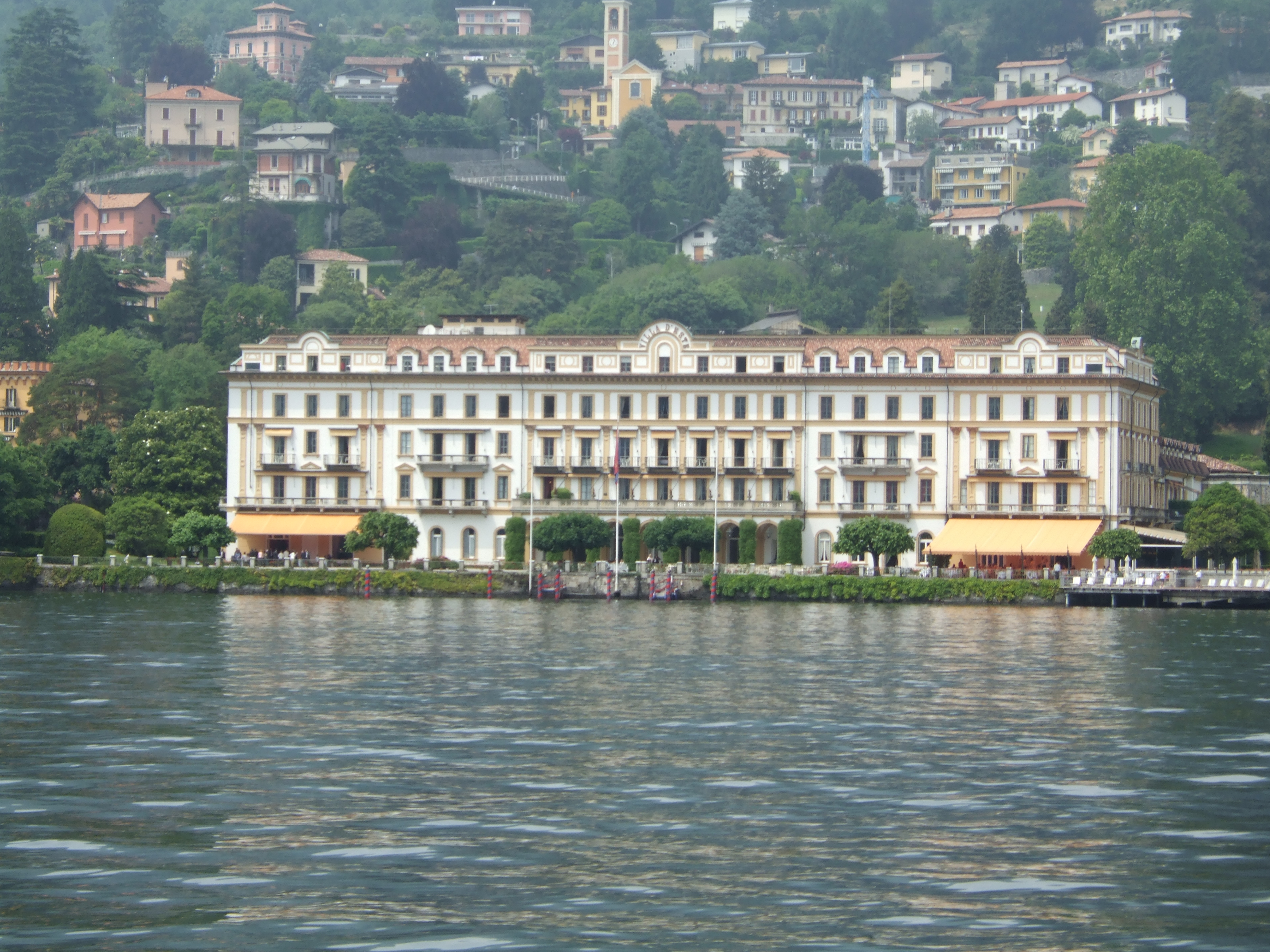
Villa d'Este

De Bilderbergconferentie van 1987 werd gehouden van 24 t/m 26 april 1987 in Cernobbio (Villa d'Este) aan het Comomeer in Italië. Vermeld zijn de officiële agenda indien bekend, alsmede namen van deelnemers indien bekend. Achter de naam van de opgenomen deelnemers staat de hoofdfunctie die ze op het moment van uitnodiging uitoefenden.

## Agenda
- Strategy toward the U.S.S.R. (Strategie ten opzichte van de USSR)
- Policy toward trade and protectionism (Beleid ten aanzien van handel en protectionisme)
- The public sector and economic growth (De publieke sector en economische groei)
- Current events: China (Actuele zaken: China)
- The arms control debate (Het ontwapeningsdebat)

## Deelnemers
- Nederland - Koningin Beatrix, staatshoofd der Nederlanden

1954 ·
1955 (1) ·
1955 (2) ·
1956 ·
1957 (1) ·
1957 (2) ·
1958 ·
1959 ·
1960 ·
1961 ·
1962 ·
1963 ·
1964 ·
1965 ·
1966 ·
1967 ·
1968 ·
1969 ·
1970 ·
1971 ·
1972 ·
1973 ·
1974 ·
1975 ·
(1976) ·
1977 ·
1978 ·
1979 ·
1980 ·
1981 ·
1982 ·
1983 ·
1984 ·
1985 ·
1986 ·
1987 ·
1988 ·
1989 ·
1990 ·
1991 ·
1992 ·
1993 ·
1994 ·
1995 ·
1996 ·
1997 ·
1998 ·
1999 ·
2000 ·
2001 ·
2002 ·
2003 ·
2004 ·
2005 ·
2006 ·
2007 ·
2008 ·
2009 ·
2010 ·
2011 ·
2012 ·
2013 ·
2014 ·
2015 ·
2016 ·
2017 ·
2018 ·
2019 ·
2020 ·
2021 ·
2022 ·
2023